# Il giovane leone
Il giovane leone (Oh! Qué mambo) è un film del 1959 diretto da John Berry.

## Trama
Un giovane italiano, Nando, va in Costa Azzurra per partecipare ad un concorso di bellezza, ma si classifica ultimo. In compenso conosce una donna ricca di mezz'età e assieme aprono una piccola attività in spiaggia: lezioni di fitness per donne anziane. Incontra così la bellissima Liliana, e inizia a corteggiarla. La donna però è già sposata con il giovane banchiere Michelito, a lei sottomesso, che è dotato di una buona voce. Le vicende dei tre personaggi si intrecciano per tutto il film fino ad arrivare ad un buffo finale.

## DVD
Di questo film esiste la versione in DVD edita dalla "5º Piano-Magic Store". Il DVD è privo di contenuti speciali, ha solo i menù interattivi e l'accesso diretto alle scene, mentre l'audio è solo italiano in mono.